# 北澤孝
北澤 孝（きたざわ たかし、1947年 - ）は、元日本フォノグラム（現:ユニバーサルミュージック）洋楽プロデューサーであり、ゾンバレコードジャパン社長（2000年～2003年）、現在は、国内最大級の音楽出版社、フジパシフィック音楽出版（フジテレビ傘下）の社長室長である。